# Zona de la muerte de Yellowstone

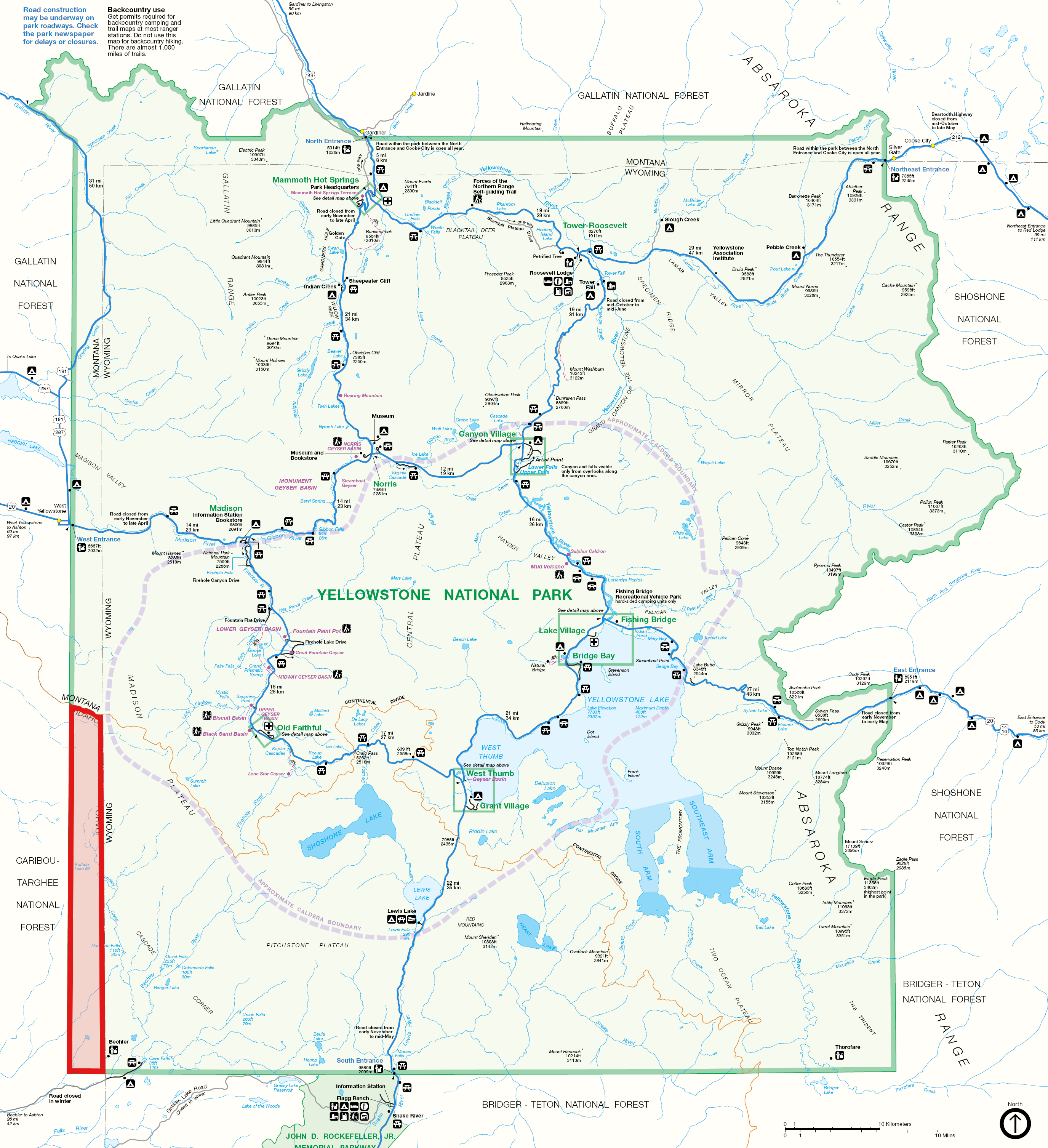
La Zona de la Muerte (resaltada en rojo) se define en donde los límites del parque nacional Yellowstone (resaltados en verde) se superponen con los límites de Idaho en la esquina suroeste del parque.

La zona de la muerte de Yellowstone es el nombre que se le da a la sección de 129,5 km² de Idaho del parque nacional Yellowstone en la que, a raíz de una supuesta laguna jurídica en la Constitución de los Estados Unidos, un delincuente teóricamente podría cometer cualquier crimen con total impunidad, incluyendo el asesinato.

## Laguna jurídica
El Tribunal de Distrito de los Estados Unidos para el Distrito de Wyoming es actualmente el único tribunal de distrito de los Estados Unidos que tiene jurisdicción sobre territorios de varios estados. Esto se debe al hecho de que su jurisdicción incluye todo el parque nacional Yellowstone, que se extiende un poco más allá de los límites de Wyoming hacia Idaho y Montana. Además, el Gobierno federal tiene jurisdicción exclusiva sobre el parque nacional, por lo que los delitos cometidos en él no pueden ser procesados bajo ninguna de las leyes estatales. 
Los juicios en el tribunal de distrito normalmente se llevan a cabo en el tribunal federal en Cheyenne en Wyoming. Sin embargo, la Sexta Enmienda a la Constitución decreta que los jurados en casos penales federales deben estar compuestos por ciudadanos que sean tanto del distrito como del estado donde se cometió el delito. Debido a esto, los cargos por un delito presuntamente cometido en el área del parque nacional en Idaho tendrían que ser juzgados ante un jurado compuesto en su totalidad por residentes de esa área, y el juicio también tendría que tener lugar en esa área. Como la parte de Idaho del parque nacional no tiene juzgados y está deshabitada, no podría reunirse ningún jurado de ese tipo. Por lo tanto, el acusado no podría tener un juicio justo y no podría recibir un castigo legal por ningún presunto delito.
La laguna constitucional en esta área fue descubierta por el profesor de derecho de la Universidad Estatal de Míchigan Brian C. Kalt mientras planeaba escribir un ensayo sobre los tecnicismos de la Sexta Enmienda, que da derecho a los ciudadanos a un juicio justo y rápido.[cita requerida] Kalt se preguntó acerca de un lugar hipotético donde no había suficientes ciudadanos para formar un jurado y que, por lo tanto, no podría haber juicio ni ningún castigo por delitos mayores en esa área. Más tarde se dio cuenta de que existía un lugar así: la sección de Idaho del parque nacional Yellowstone. Horrorizado por su descubrimiento, Kalt centró su atención en escribir un ensayo sobre el área con tal de incitar al Gobierno a arreglar la laguna. El ensayo, que se llama El crimen perfecto, se publicó en 2005 en el Georgetown Law Journal. Kalt temía que los delincuentes pudieran leer el ensayo y cometer un crimen en la zona antes de que se solucionara la laguna.

## Historia
Después de que Kalt descubrió la laguna jurídica, hizo esfuerzos para que el Gobierno la cerrara. Sugirió a los legisladores en Wyoming que la Zona de la Muerte se incluyera como parte del tribunal de distrito federal para el distrito de Idaho en lugar del distrito de Wyoming, lo que solucionaría el problema. Sin embargo, los legisladores ignoraron la sugerencia de Kalt. En 2007 el autor C. J. Box escribió una novela llamada Free Fire que presentaba la Zona, de la cual Box esperaba que aumentara la conciencia gubernamental. La novela logró alertar al senador de Wyoming Mike Enzi del problema. Sin embargo, Enzi no pudo convencer al Congreso de que lo discutiera.
No se han cometido delitos graves conocidos en la Zona de Muerte desde el descubrimiento de Kalt. Sin embargo, un cazador furtivo llamado Michael Belderrain disparó ilegalmente a un alce en la sección de Montana de Yellowstone. Si bien esa sección del parque nacional tiene suficientes residentes para formar un jurado, podría ser difícil reunir uno justo debido a los viajes o la falta de voluntad de los miembros de la pequeña población para servir. Un juez federal dictaminó que Belderrain podría ser juzgado en el Tribunal de Distrito de Estados Unidos para el Distrito de Wyoming, a pesar del problema de la Sexta Enmienda. Belderrain citó el artículo de Kalt El crimen perfecto para explicar por qué creía que era ilegal llevar a cabo su juicio con un jurado que no sea del lugar donde se cometió el crimen. El tribunal desestimó este argumento, Belderrain aceptó un acuerdo con la fiscalía y el problema quedó sin resolver.